# IC 4605
IC 4605 ist ein Reflexionsnebel, der im Sternbild Skorpion, etwa 1° unterhalb des Sterns Antares liegt. Der Nebel wurde 1882 von dem Astronomen Edward Emerson Barnard mithilfe eines Teleskops entdeckt und später von Johan Dreyer in seinem Index-Katalog verzeichnet.
Weitere Untersuchungen haben gezeigt, dass der Nebel rund 393 Lichtjahre von der Erde entfernt ist und ein Teil der Rho-Ophiuchi-Molekülwolke ist, die von dem Stern HD 148605 beleuchtet wird.
Die bläuliche Farbe des Nebels stammt von diesem Stern, einem jungen blauen Hauptreihenstern mit der Spektralklassifikation B3V.